# محمد الحكيم
محمد الحكيم ولد في 15 نيسان / أبريل 1985) هو حكم كرة القدم سويدي-عراقي. ولد في العراق، وأنتقل إلى السويد مع عائلته عندما كان يبلغ من العمر ثماني سنوات وأستقر في كوبينغ، ولا يزال يقيم فيها.
أصبح حكماً محترفاً في عام 2008 وكان حكماً في الدوري السويدي الممتاز منذ عام 2012. حكم الحكيم 95 مباراة في الدوري السويدي الممتاز و39 مباراة في سوبرتان اعتباراً من يناير 2017. في عام 2015، أصبح أيضاً حكم فيفا.
تلقى الحكيم الكثير من المديح من منتقدي كرة القدم وأنصاره خلال فترة تحكيمه في موسم 2015. بعد هذا الموسم، تم أختياره كـ«حكم العام» من قبل الأتحاد السويدي لكرة القدم وحصل على الجائزة في معرض فوتبولفوربونديت السنوي. في آب / أغسطس 2015، تمت ملاحظته أيضًا لأنشطته على الشبكات الاجتماعية، عندما بدأ بصفحة على الفيسبوك حيث أجاب علانية عن الأسئلة المتعلقة بقراراته في اللعبة. وأقفل الحكيم لاحقاً الملف الشخصي، مشيراً إلى «ضيق الوقت» بأعتباره السبب الرئيسي.
خارج كرة القدم، يعمل ضابطا بدوام جزئي في القوات المسلحة السويدية.

## روابط خارجية
- محمد الحكيم على موقع Soccerway.com (الإنجليزية)